# Utterbäcken (naturreservat)
Utterbäcken  är ett naturreservat i Nora och Lindesbergs kommuner i Örebro län.
Området är naturskyddat sedan 2016 och är 40 hektar stort. Reservatet omfattar en sträcka av vattendraget med närmaste omgivning och består av vatten och naturskogsartad lövskog.